# Jules Aimé Battandier
Jules Aimé Battandier (Annonay, Ardèche, 28 de janeiro de 1848 – Argel, 18 de setembro de 1922) foi um botânico francês.
Após a obtenção do seu doutorado em ciências naturais, tornou-se professor na Faculdade de medicina e farmácia de Argel em 1879. 
Dirigiu a farmácia do hospital Musthafa em 1875.
Algumas espécies dedicadas ao botânico:
- Dactylorhiza battandieri C.Raynaud 1985
- Argyrocytisus battandieri (Maire.)C.Raynaud
- Adenocarpus battandieri (Maire.)Talavera.

## Obras
- Atlas de la flore d'Alger (Jourdan, Alger, cinco fascículos, 1886-1920).
- Algérie. Plantes médicinales, essences et parfums ( Giralt, Alger, 1889).
- Juntamente com Louis Trabut (1853-1929), L'Algérie. Le sol et les habitants. Flore, faune, géologie, anthropologie, ressources agricoles et économiques (J.-B. Baillière et fils, Paris, 1898).